# Логотип Google

Логотип Google с 1 сентября 2015 года

Логотип Google с 19 сентября 2013 года по 31 августа 2015 года

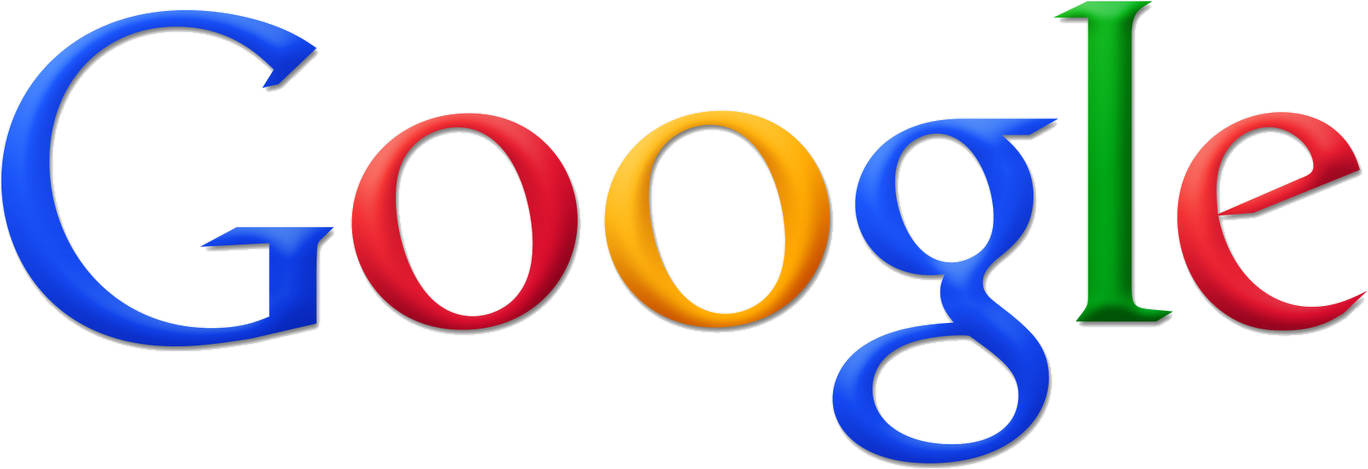
Логотип Google с 6 мая 2010 года по 18 сентября 2013 года

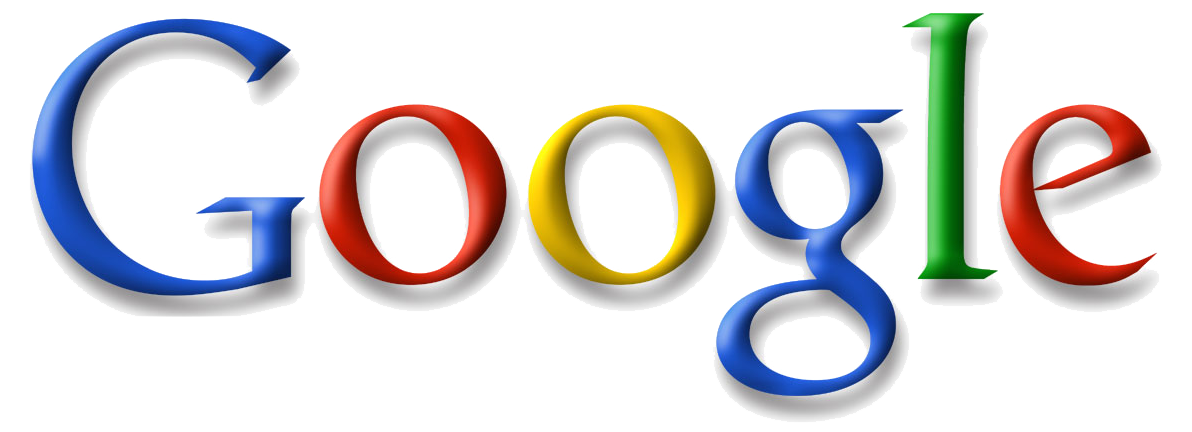
Логотип Google с 31 мая 1999 года по 5 мая 2010 года

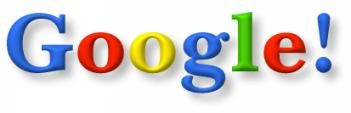
Логотип Google с 30 октября 1998 года по 30 мая 1999 года

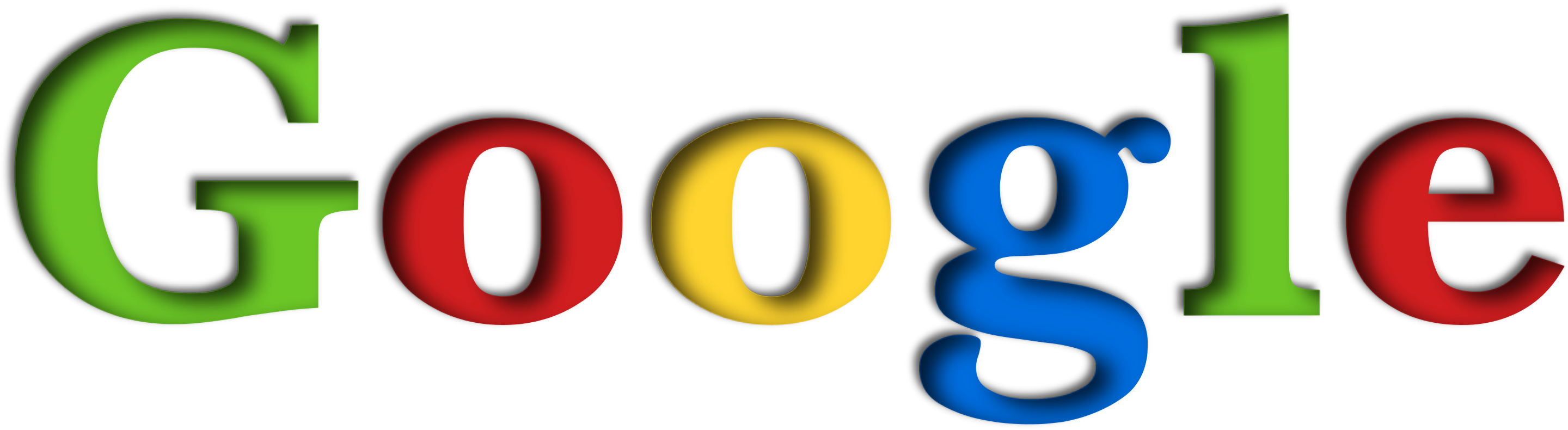
Логотип Google с 28 сентября года по 29 октября 1998 года

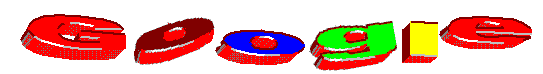
Первый логотип, использовался с 15 сентября 1997 года по 27 сентября 1998 года

Текущий официальный логотип Google используется с 1 сентября 2015 года. Компания сменила логотип спустя месяц после реструктуризации. Старый логотип по-прежнему является товарным знаком компании. Логотип выполнен в общем стиле с логотипом Alphabet Inc., компании, «поглотившей» Google в начале августа 2015 года.
В последний раз Google обновляла свою эмблему осенью 2015 года. Дизайнеры Google собрались в Нью-Йорке для проведения недельного спринта с целью разработать новый логотип и брендинг.
В результате логотип изменился кардинально. Компания сохранила свой характерный цветовой узор, но сменила шрифт Catull на Product Sans.
Одновременно с этим Google также выпустил несколько вариаций своего логотипа, в том числе радужную букву «G», представляющую приложение для смартфона, фавикон для сайтов Google и микрофон для голосового поиска.  Предыдущие четыре варианта логотипа были основаны на дизайне, разработанном Рут Кедар, а первоначальный вариант был создан Сергеем Брином. В праздничные дни, дни рождения известных людей, во время крупных событий, таких, как Олимпийские игры, Google заменяет свой логотип на так называемые дудлы (doodle в переводе с англ. — «выводить каракули, небрежно рисовать») — иллюстрации, анимации или даже небольшие игры, относящиеся к данным событиям. 22 марта 2011 года Google получил патент на «Google Doodle».

## Дудлы
Всего было создано более 5000 дудлов. Самый первый дудл появился 30 августа 1998 года. Он называется «Фестиваль „Burning Man“». Их проектированием занимается группа иллюстраторов и инженеров компании Google, собирающаяся регулярно, чтобы провести коллективное обсуждение и решить, какие события будут праздноваться дудлами. Идеи для дудлов прибывают из многочисленных источников, включая пользователей Google. Инженеры стремятся выбирать интересные события и годовщины, которые отражают индивидуальность Google и любовь к новшеству. Среди дудлов есть как глобальные, появившиеся во всех странах мира, так и дудлы, появившиеся только в конкретной стране или нескольких странах. В последнее время кроме дудлов в виде иллюстраций всё большее распространение получают анимированные и интерактивные дудлы.

### Праздничные дудлы
Каждый год в праздничные дни Google меняет свой логотип на праздничные дудлы: на Новый год, День святого Валентина, День Земли, День матери, Хэллоуин и другие. Также Google отмечает праздничным дудлом свой день рождения. Примеры:
- 31 октября 2011 года — анимированный дудл в честь праздника Хэллоуин. В ускоренном темпе на видео показано, как группа сотрудников Google вырезает логотип компании из 6 больших оранжевых тыкв.[2]

### Юбилейные дудлы
Google заменяет свой логотип дудлом в честь дней рождения известных людей, годовщин с выхода известных игр, постройки памятников культуры и так далее. Примеры:
- 6 июля 2008 года — логотип в виде коллажа из фрагментов работ Марка Шагала в честь его 121-летия[3].
- 11 февраля 2010 года — на логотипе белорусского домена Google появились акварели Наполеона Орды по случаю его дня рождения[4].
- 21 мая 2010 года — интерактивный логотип в честь 30 лет с выхода игры Pac-Man. Логотип позволяет управлять Pac-Man’ом мышкой или клавишами со стрелками клавиатуры[5].
- 19 августа 2010 года — логотип был посвящён 50-летнему юбилею полёта в космос собак Белки и Стрелки[6].
- 9 июня 2011 года — логотип, посвящённый 96-й годовщине со дня рождения Леса Пола.[7] Логотип предоставляет возможность генерировать звуки (с изображением колеблющейся гитарной струны), записывать и проигрывать мелодии[8][9][10], передавать записанное (как URL)[11]
- 12 июля 2011 года — логотип с изображением Собора Василия Блаженного в честь 450-летия этого памятника культуры.
- 5 сентября 2011 года — логотип ко дню рождения Фредди Меркьюри, в котором показан мультклип, созданный компанией Google на песню Don’t Stop Me Now группы Queen.
- 11 ноября 2011 года — логотип с изображением Фёдора Достоевского в честь 190-летия со дня его рождения.
- 19 ноября 2011 года — логотип с изображением Михаила Васильевича Ломоносова к 300-летию со дня его рождения.
- 23 ноября 2011 года — к 60-летию первой публикации Станислава Лема (по мотивам иллюстраций польского художника Даниэля Мроза к Кибериаде[12]).
- 18 декабря 2011 года — логотип к 90-летию со дня рождения Юрия Никулина.
- 25 января 2012 года — логотип к 74-летию со дня рождения Владимира Высоцкого.
- 17 февраля 2012 года — логотип к 106-летию со дня рождения Агнии Барто.
- 9 апреля 2012 года — к 182-летию со дня рождения Эдварда Мейбриджа: 21 сектор разного цвета, в каждом из которых бежит скаковая лошадь.
- 23 апреля 2012 года — к 99-летию со дня получения Гидеоном Сундбэком патента на застёжку-молнию.
- 31 мая 2012 года — логотип к 100-летию Государственного музея изобразительных искусств имени А. С. Пушкина.
- 7 июля 2012 — логотип к 130-летию со дня рождения Янки Купалы
- 23 августа 2012 года — логотип с изображением Ассоль (персонаж повести «Алые паруса»), ожидающей корабль, в честь 132-летия со дня рождения Александра Грина.
- 17 сентября 2012 года — дудл к 155-летию со дня рождения К. Э. Циолковского.
- 15 октября 2012 года — дудл к 107-летию со дня создания комикса «Маленький Нимо в стране снов».
- 16 января 2013 года — интерактивный дудл к 112-летию со дня рождения Фрэнка Замбони.
- 18 сентября 2013 года — 128-летию со дня рождения Узеира Гаджибекова.
- 4 ноября 2013 года — дудл к 84-летию со дня рождения Шакунталы Деви.
- 8 ноября 2013 года — интерактивный дудл к 129-летию со дня рождения Германа Роршаха.
- 23 ноября 2013 года — 50-летие со дня первой серии Доктора Кто.
- 21 апреля 2015 года — в честь Лох-несского чудовища логотип был вместо буквы L была голова чудовища.
- 27 августа 2015 — дудл к 99-летию со дня рождения турецкого археолога Халет Чамбел[13]
- 9 ноября 2015 года — в честь дня рождения Хеди Ламарр
- 17 декабря 2015 года — в честь 245-летия со дня рождения Людвига ван Бетховена.

### Другие дудлы
- Во время XXX летних олимпийских игр каждый день появлялся логотип с новым видом спорта.
- В преддверии ожидаемого сближения астероида 2012 DA14 с Землей в ночь с пятницы 15 февраля на субботу 16 февраля 2013 года официальный логотип был заменен на анимированный, в котором при наведении мышки на первую букву «G» вторая буква «g» в названии компании пытается уклониться от летящего на неё астероида[14]. Анимация была удалена из логотипа после взрыва метеорита (не связанного с астероидом) над Челябинской областью «в знак уважения к пострадавшим»[15].

## Doodle4Google
Doodle4Google — ежегодное соревнование учащихся начального и среднего образования, проводимое Google. Школьники создают собственные дудлы, которые после отбора поступают на веб-сайт Doodle4Google. На сайте методом голосования определяется победитель, который выигрывает поездку в Googleplex и в течение 24 часов его дудл размещается на веб-сайте Google. Соревнование, появившееся в Великобритании, теперь также проводится в США. Оно также было проведено в Ирландии в 2008 году, в Индии в 2009 году, в Сингапуре в 2010 году и России в 2012 году.

## Обесцвеченный логотип

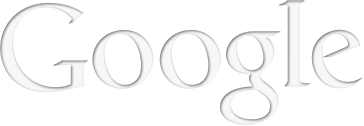
Обесцвеченный логотип

Время от времени Google показывает обесцвеченный логотип после произошедшей катастрофы, часто в течение нескольких дней. Он появлялся на домашней странице Польского Google после авиакатастрофы, в которой погиб президент Лех Качиньский в апреле 2010 года. Несколько дней спустя эмблема использовалась в Китае и Гонконге, чтобы засвидетельствовать почтение жертвам землетрясения.